# Myosotis verna
Myosotis verna là loài thực vật có hoa trong họ Mồ hôi. Loài này được Nutt. mô tả khoa học đầu tiên năm 1818.